# AM (musikalbum)
AM är det femte studioalbumet av det brittiska indierockbandet Arctic Monkeys. Albumet släpptes den 9 september 2013 på skivbolaget Domino. AM föregicks av tre singlar; R U Mine?, Do I Wanna Know? och Why'd You Only Call Me When You're High?, allihopa några av bandets mest streamade låtar på Spotify. Efter albumets släpp marknadsfördes även One For The Road, Arabella och Snap Out Of It som singlar.
Precis som med flertalet av bandets tidigare album producerades AM av James Ford. Skivan kom att bli en mycket stor framgång, den blev liksom gruppens tidigare skivor albumetta i Storbritannien. Albumet blev även bandets genombrott i USA då singeln "Do I Wanna Know?" blev deras första att nå Billboard Hot 100-listan.

## Bakgrund

### Fakta
AM blev inte bara en succé kommersiellt utan även bland kritiker. År 2019 utnämnde NME albumet till det bästa från 2010-talet, och BBC utnämnde AM till årets bästa album 2013. Albumet har 86 av 100 på Metacritic.
Under bandets spelning på Hultsfredsfestivalen 2013 premiärspelade de låten Mad Sounds, då osläppt.

### Titel
Bandets frontman Alex Turner berättade i en intervju med Zane Lowe på BBC Radio 1 att han stulit idén till albumets titel från The Velvet Underground och deras album VU. Han avslöjade även att albumet skulle ha döpts till "Arctic Monkeys" och därmed ha varit självbetitlat, "om vi inte hade haft ett så löjligt namn".
Förkortningen AM står också för amplitudmodulering, vilket är exakt vad som finns illustrerat på albumets omslag.

Skivomslag till AM

## Låtlista[10][2][11]
All sångtext är skriven av Alex Turner, förutom där annat noteras, alla låtar är komponerade av Arctic Monkeys.
| 1.           | Do I Wanna Know?                         |                                 | 4:31  |
| 2.           | R U Mine?                                |                                 | 3:21  |
| 3.           | One For The Road                         |                                 | 3:26  |
| 4.           | Arabella                                 |                                 | 3:27  |
| 5.           | I Want It All                            |                                 | 3:04  |
| 6.           | No.1 Party Anthem                        |                                 | 4:03  |
| 7.           | Mad Sounds                               | Alex Turner, Alan Smyth         | 3:35  |
| 8.           | Fireside                                 |                                 | 3:01  |
| 9.           | Why'd You Only Call Me When You're High? |                                 | 2:41  |
| 10.          | Snap Out Of It                           |                                 | 3:12  |
| 11.          | Knee Socks                               |                                 | 4:17  |
| 12.          | I Wanna Be Yours                         | Alex Turner, John Cooper Clarke | 3:04  |
| Total längd: | Total längd:                             | Total längd:                    | 41:38 |